# Bilboquet

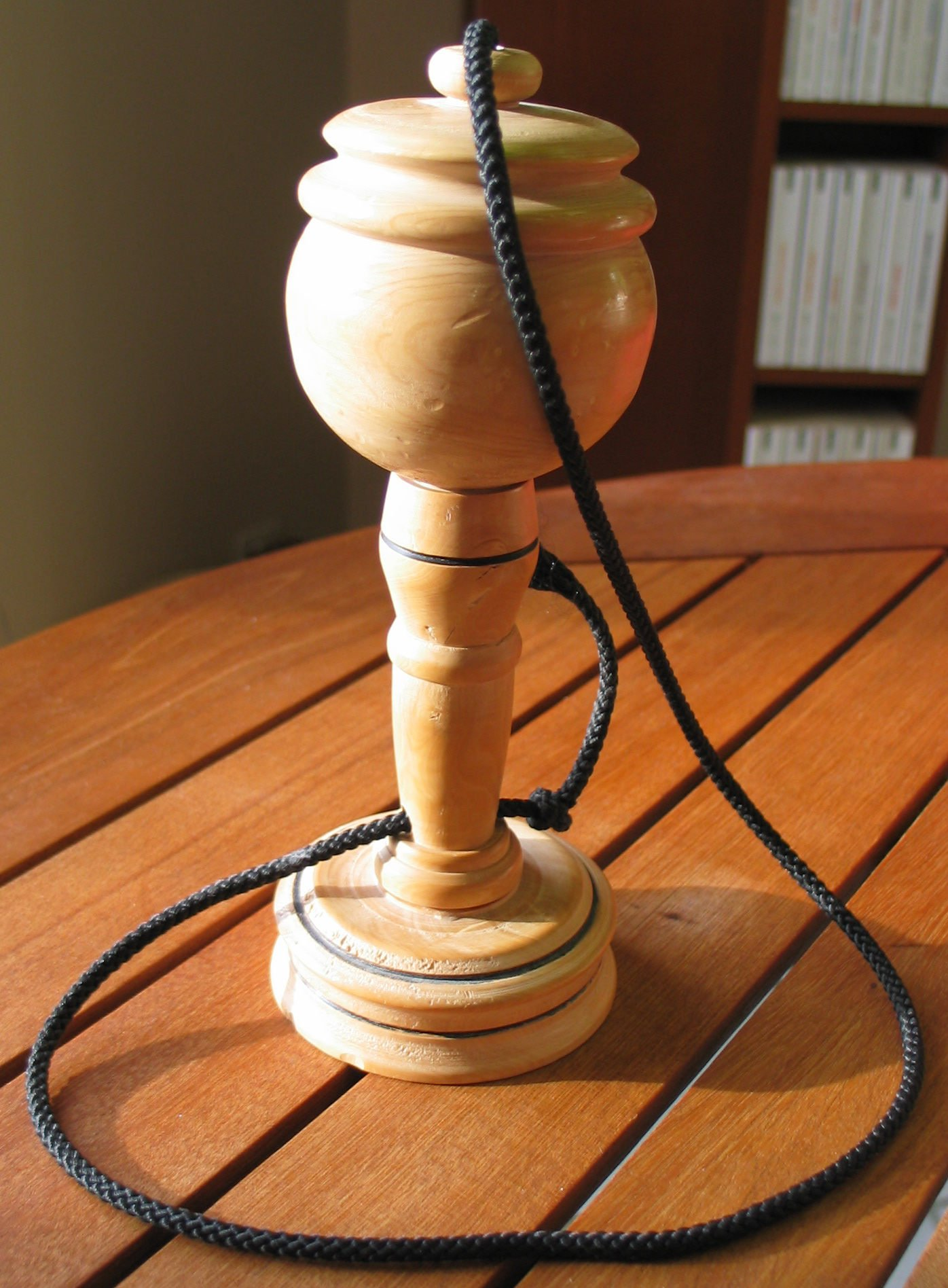
Bilboquet

Een bilboquet is een stuk kinderspeelgoed dat bestaat uit een hamer of vangbekertje waaraan met een koordje een balletje is vastgemaakt. 'Bilboquet' is ook de naam van het behendigheidsspel dat hiermee gespeeld wordt.
Het werd in Frankrijk bedacht in de 16e eeuw en door Hendrik III van Frankrijk in Frankrijk verspreid. In Japan wordt een variant gespeeld met de naam Kendama. De Inuit spelen het spel ook maar ze gebruiken een stok met een touw eraan, en aan de andere uiteinde van de stok een beker.